# تامارین لب‌سفید
تامارین لب‌سفید (نام علمی: Saguinus labiatus) نام یک گونه از سرده تامارین است.